# WSA Open Tour 2001/02
Die WSA Open Tour 2001/02 war eine Serie von sechs Snookerturnieren. Ausgetragen vom professionellen Weltverband an verschiedenen Orten im Vereinigten Königreich, stand die Tour allen interessierten Profi- und Amateurspielern offen. Die besten Spieler erhielten am Ende eine Startberechtigung für die Snooker Main Tour 2002/03 oder die Challenge Tour 2002/03.

## Modus

### Struktur der Tour und Events
Die WSA Open Tour war eine Serie von sechs Events, die an verschiedenen Orten im Vereinigten Königreich ausgetragen wurde. Als Veranstalter und Organisator fungierte der professionelle Weltverband, dessen für die kommerzielle Organisation der Snooker Main Tour zuständige Tochter World Snooker damals auch als World Snooker Association (WSA) firmierte. Trotzdem war die Turnierserie nicht Bestandteil der Profitour. Die einzelnen Austragungsorte wurden vom Weltverband ausgewählt. Die Events gingen jeweils über insgesamt sechs Tage, die Turnierpläne wurden stets zufällig ausgelost. Da jeweils Hunderte Spieler teilnahmen, wurde das Turnierfeld zunächst aufgeteilt. In den ersten vier Tagen spielte jeweils ein Viertel des Turnierplans so lange, bis in diesem Viertel nur noch 16 Spieler übrig waren. Ab dem fünften Tag spielten die verbliebenen 64 Spieler zusammen im K.-o.-System den Turniersieger aus. Alle Spiele fanden im Modus Best of 7 Frames statt, nur das Finale wurde jeweils über maximal neun Frames gespielt. Bis zum Achtelfinale wurden sogenannte roving referees (etwa „umherziehende Schiedsrichter“) eingesetzt, die gleichzeitig mehrere Spiele überwachten. Die Spieler übernahmen dabei die meisten Funktionen des Schiedsrichters (gelochte Bälle ggf. wieder auf ihren Spot legen, Fouls etc.), die Schiedsrichter sollten nur in Streitfragen und bei der Vorbereitung eines neuen Spiels helfen. Zusätzlich sollten sie den Bedarf an zusätzlichen Spieltischen und die korrekte Befüllung der Dokumente für die einzelnen Spiele überwachen. Erst für die letzten Turnierrunden gab es dann feste Schiedsrichter wie normalerweise üblich.
Namensgebende Eigenschaft der Open Tour war der „offene“ Charakter der Tour, was bedeutete, dass jeder Spieler teilnehmen konnte. Einzig und allein gab es eine Altersbeschränkung; die Teilnehmer mussten mindestens 15 Jahre alt sein. Der Stichtag für diese Altersgrenze war der 15. August 2001. Die Spieler hatten auch die Möglichkeit, nicht an allen, sondern nur an einzelnen Events teilzunehmen. Eine vorherige Anmeldung war jedoch zwingend notwendig. Je Event musste dabei eine Startgebühr von 50 £ entrichtet werden. Neben diversen Amateurspielern nahmen auch Teilnehmer der Challenge Tour 2001/02 sowie Spieler, die in der Saison 2001/02 auf der Profitour spielten, an der Turnierserie teil. Vorrangig gehörten britische Spieler zum Teilnehmerfeld, vereinzelt spielten aber auch Spieler anderer Nationen mit. Der normalerweise übliche Dresscode für Snookerspieler galt auf der WSA Open Tour nur in den Endrunden der Turniere, in den vorherigen Runden war eine legerere Kleiderauswahl erlaubt. Über die Unterkünfte mussten sich die teilnehmenden Spieler jeweils selbst kümmern, der Weltverband stellte jedoch Übersichtslisten mit möglichen Unterkünften in der Nähe des Veranstaltungsortes des jeweiligen Events bereit. Nach Angaben des Weltverbandes sollte die Open Tour zum einen als Qualifikationsweg und zum anderen als Möglichkeit zur Erlangung von mehr Spielpraxis für alle interessierten Spieler dienen.

### Preisgeld
Je nach Ergebnis erhielten die Spieler bei den einzelnen Events Preisgelder. Die folgende Tabelle gibt eine Übersicht über diese finanziellen Belohnungen. Zu Beginn waren die Preisgelder für das sechste Event noch unklar, letztlich war der Preisgeldschlüssel aber identisch zu den fünf vorherigen Turnieren.
| Runde     | Sieger  | Finalist | Halbfinalist | Viertelfinalist | Achtelfinalist | Letzte 32 | Letzte 64 | vorh. Runden | Höchstes Break | Höchstes Break | Höchstes Break | insg. / Event |
| Runde     | Sieger  | Finalist | Halbfinalist | Viertelfinalist | Achtelfinalist | Letzte 32 | Letzte 64 | vorh. Runden | höchstes       | zweithöchstes  | dritthöchstes  | insg. / Event |
| Preisgeld | 2.000 £ | 1.000 £  | 750 £        | 500 £           | 350 £          | 200 £     | 150 £     | –            | 300 £          | 250 £          | 150 £          | 18.000 £      |

### Order of Merit
Eine sogenannte Order of Merit bildete die Gesamtwertung der Tour. Über sie wurden auch die Qualifikationsplätze vergeben. Die besten acht Spieler qualifizierten sich für die Saison 2002/03 der Snooker Main Tour, die folgenden 16 Spieler für die Challenge Tour 2002/03. Teilnehmer, die bereits anderweitig qualifiziert waren, wurden für die Vergabe der Qualifikationsplätze nicht berücksichtigt. Allerdings bot die WSA Open Tour somit für Spieler, die in der Saison 2001/02 nicht die direkte Qualifikation für die nächste Saison geschafft hatten, die Möglichkeit, sich direkt wieder zu qualifizieren. Berechnungsgrundlage für die Order of Merit waren Ranglistenpunkte, die die Spieler je nach Ergebnis bei den Events parallel zum Preisgeld erhielten. Allerdings zählten nur die besten vier Ergebnisse aus allen sechs Events. Für die ersten fünf Events wurde der gleiche Punkteschlüssel verwendet, nur beim sechsten Event wurden die Punkte anders verteilt. Als letztes Event wurden hier etwa doppelt so hohe Ranglistenpunkte vergeben wie bei den übrigen Veranstaltungen.
| Runde             | Sieger | Finalist | Halbfinalist | Viertelfinalist | Achtelfinalist | Letzte 32 | Letzte 64 | Runde 4 | Runde 3 | Runde 2 | Runde 1 |
| Punkte Events 1–5 | 120    | 90       | 75           | 62              | 53             | 44        | 35        | 27      | 20      | 12      | 6       |
| Punkte Event 6    | 240    | 180      | 150          | 123             | 105            | 87        | 69        | 54      | 39      | 24      | 12      |

Daneben umfasste das Regelwerk auch Vorgaben, nach denen die Plätze vergeben werden sollten, wenn am Ende der Tour zwei oder mehr Spieler die gleiche Punktzahl hatten. Als Kriterium wurden zunächst die bei den einzelnen Events gewonnenen Punkte betrachtet. Wer bei Event 6 mehr Punkte hatte, bekam den Vorzug, falls das nicht half, dann bei Event 5 usw. Hätten zwei Spieler bei allen sechs Events stets identische Punktzahlen bekommen, so sollten die jeweils letzten Partien der betreffenden Spieler angeschaut werden. Ausschlaggebend war dabei, wie viele Frames ein Spieler in jener Partie gewonnen hatte, die er trotzdem verloren hatte und damit aus dem Event ausgeschieden war. Analog zu den Punktzahlen wurde zunächst Event 6 betrachtet, dann Event 5 usw.

## Ergebnisse
Im Laufe der Saison 2001/02 wurden insgesamt sechs Events in verschiedenen Snookerclubs in Großbritannien ausgetragen.
Während der WSA Open Tour wurden mehrere Maximum Breaks gespielt. Bereits im ersten Events gelang Tom Ford, Luke Simmonds und Paul Wykes je ein 147er, ein weiteres spielte der englische Ex-Profi Wayne Saidler im sechsten Event.
| Nr. | Datum                        | Austragungsort                           | Sieger         | Ergebnis | Finalist       |
| --- | ---------------------------- | ---------------------------------------- | -------------- | -------- | -------------- |
| 1   | 3. bis 8. September          | Leicester – Willie Thorne’s Snooker Club | Mark Gray      | 5:2      | Shaun Murphy   |
| 2   | 26. November bis 1. Dezember | Glasgow – Craigpark Masters              | Brian Morgan   | 5:2      | Leo Fernandez  |
| 3   | 28. Januar bis 2. Februar    | Swindon – Jesters Snooker Centre         | Robin Hull     | 5:4      | Colm Gilcreest |
| 4   | 25. Februar bis 2. März      | Stockport – Hazelgrove Snooker Centre    | Matthew Couch  | 5:3      | Munraj Pal     |
| 5   | 8. bis 13. April             | Stockport – Hazelgrove Snooker Centre    | Lee Spick      | 5:3      | Mark Gray      |
| 6   | 17. bis 24. Mai              | Prestatyn – Pontin’s-Ferienresort        | Stuart Bingham | 5:4      | Matthew Selt   |

## Endwertung und Qualifikanten
Die folgende Tabelle zeigt die Top 50 der Order of Merit der WSA Open Tour 2001/02. Für die Main Tour 2002/03 qualifizierte Spieler sind farblich unterlegt (vgl. Legende). Daneben sind auch jene Spieler markiert, die sich anderweitig für die Main Tour 2002/03 qualifizierten – entweder direkt über die Weltrangliste 2002 oder indirekt über einen der anderen möglichen Qualifikationswege. Weitere Markierungen zeigen die für die Challenge Tour 2002/03 qualifizierten Spieler.
| Platz | Spieler         | Punkte |
| ----- | --------------- | ------ |
| 1     | Kwan Poomjang   | 309    |
| 2     | Justin Astley   | 300    |
| 3     | Mark Gray       | 299    |
| 4     | Stuart Bingham  | 296    |
| 5     | Leo Fernandez   | 292    |
| 6     | Lee Spick       | 280    |
| 7     | Munraj Pal      | 265    |
| 8     | Matthew Selt    | 254    |
| 9     | Colm Gilcreest  | 248    |
| 10    | Shaun Murphy    | 244    |
| 11    | Matthew Couch   | 243    |
| 12    | Barry Pinches   | 231    |
| 13    | Eddie Manning   | 229    |
| 14    | Peter Lines     | 229    |
| 15    | Jamie Cope      | 228    |
| 16    | Paul Davison    | 228    |
| 17    | Martin Quinney  | 220    |
| 18    | James Reynolds  | 220    |
| 19    | Jin Long        | 211    |
| 20    | Ian Sargeant    | 211    |
| 21    | Ian Hurdman     | 210    |
| 22    | Kurt Maflin     | 203    |
| 23    | Ryan Day        | 201    |
| 24    | Wayne Saidler   | 201    |
| 25    | Ben Fitzgerald  | 201    |
| 26    | Gerard Greene   | 201    |
| 27    | Lee Walker      | 199    |
| 28    | Tony Knowles    | 196    |
| 29    | David McDonnell | 195    |
| 30    | John Whitty     | 195    |
| 31    | Andrew Atkinson | 192    |
| 32    | David Gilbert   | 189    |
| 33    | Mehmet Husnu    | 189    |
| 34    | David Roe       | 186    |
| 35    | Tim English     | 186    |
| 36    | Steve Judd      | 186    |
| 37    | Adrian Rosa     | 185    |
| 38    | Michael Holt    | 178    |
| 39    | Jeff Cundy      | 177    |
| 40    | Tony Chappel    | 176    |
| 41    | Mark Davis      | 176    |
| 42    | Brian Morgan    | 176    |
| 43    | Troy Shaw       | 175    |
| 44    | Mark James      | 175    |
| 45    | Andrew Norman   | 175    |
| 46    | Shailesh Jogia  | 175    |
| 47    | Mark Selby      | 172    |
| 48    | Craig Butler    | 171    |
| 49    | Paul Sweeny     | 171    |
| 50    | Mike Hallett    | 171    |